# 高佩璇
高佩璇，SBS，JP（1957年8月—），女，汉族，广东汕头人，中华人民共和国政治人物。现任香港意得集团董事局主席。第十三、十四届全国政协委员。她是香港潮州商會創會103年首位女會長。

## 家庭背景
高佩璇有一個哥哥和6個家姐，長兄比她大了近廿歲。父兄常年在香港從事紡織生意。高佩璇和母親及家姐在汕頭生活，直至17歲時來港生活。她上夜校、學語言、學製衣，開始自己做紡織生意。1980年代初，內地改革開放，高佩璇看到內地做服裝外貿生意的前景，先回汕頭，再到上海，繼而闖東北，在遼寧瀋陽建「五愛服裝城」。